# Leandra Ophelia Dax
Leandra Ophelia Dax (bürgerlich: Olga Telnow; * 19. Dezember 1981 in Minsk als Olga Wladimirowna Telnowa) ist eine deutsch-belarussische Pianistin und Sängerin.

## Leben
Olga Telnowa wurde in Minsk, Belarus (damals Weißrussische Sozialistische Sowjetrepublik) geboren. Bereits als Kind spielte sie Klavier und komponierte klassische Stücke. 1996 kam sie mit ihrer Familie nach Deutschland.
Mit siebzehn Jahren gründete Telnow die Riot-Grrrl-Band Venusbabydoll, in der sie ihre Einflüsse wie Hole und Nirvana verarbeitete. Bei einem zweiwöchigen Praktikum in einem Tonstudio entwickelte die klassische Pianistin ein Interesse an Aufnahmetechnik und lernte ihre später langjährige Mentorin und Freundin kennen. Rya, damals bei F.A.M.E. Recordings unter Vertrag, nahm sich ihrer an, indem sie erste Demo-Aufnahmen von Venusbabydoll machte und die Songwriterin später in ihre Live-Band als Keyboarderin aufnahm.
In den nächsten drei Jahren folgten Tourneen mit Mila Mar, Letzte Instanz und Auftritte mit Corvus Corax. Währenddessen schrieb Telnow eigenständig neue Stücke. 
2005 gründete sie ihr Solo-Projekt Leandra mit der Live-Unterstützung von Swen O. Heiland (Gitarre) und Andreas Bargel (Schlagzeug). Hier wurden ihre Eigenkompositionen im düsteren elektronischen Stil vertont. Daneben absolvierte sie ihren Bachelor Of Arts in Sozial- und Pädagogischer Psychologie.
Ab 2007 wurde sie Keyboarderin der Synth-Rock-Band Jesus on Extasy unter dem Pseudonym Ophelia Dax. Dieser Künstlername setzt sich aus einem der Charaktere der Tragödie Hamlet von W. Shakespeare und der Figur Jadzia Dax aus der Serie Star Trek: Deep Space Nine zusammen. Die Band Jesus on Extasy befand sich bei Drakkar Entertainment unter Vertrag und tourte in den nächsten Jahren durch Europa.
Im Jahre 2008 erhielt die Künstlerin schließlich ebenso einen Vertrag mit Drakkar Entertainment, um mit dem Vertrieb Sony BMG ihr erstes Solo-Album Metamorphine unter dem Namen Leandra herauszubringen. Auf dem Album befindet sich u. a. ein Duett mit Sven Friedrich (Zeraphine, Dreadful Shadows). Stilistisch bewegt sich die Musik zwischen Tori Amos, PJ Harvey und Massive Attack. Ihre langjährigen Freunde der Band Letzte Instanz luden sie als Sängerin und Pianistin zu ihrem Akustik-Album Das Weiße Lied und der dazugehörigen Die weiße Tour ein.
Im Jahre 2010 nahm Olga Telnow unter dem Pseudonym DAX ein Engagement bei der Band Diary of Dreams an. Wegen persönlicher Differenzen innerhalb der Band dauerte die Zusammenarbeit allerdings nur wenige Monate.
Ende desselben Jahres stieg sie bei Apoptygma Berzerk ein, mit denen sie den zweiten Teil der „Große Freiheit“-Tour von Unheilig bestritt. 2011 trat die Keyboarderin außerdem gleichzeitig mit der Band die Kassierer auf und begleitete die „XMas“-Tour von Frei.Wild am Klavier. 2012 stieg Leandra Ophelia Dax als Keyboarderin bei Die Priester, Santiano und Roterfeld ein. 2013 erschien ihr zweites Soloalbum Isomorphine.

## Diskografie

### Alben
- 2003: Personal Cosmos (mit RYA)
- 2005: Starship (mit RYA)
- 2007: Holy Beauty (mit Jesus on Extasy)
- 2008: Metamorphine
- 2008: Beloved Enemy (mit Jesus on Extasy)
- 2010: No Gods (mit Jesus on Extasy)
- 2013: Isomorphine